# Ronde van Italië 2020/Zeventiende etappe
De zestiende etappe van de Ronde van Italië 2020 werd verreden op 21 oktober tussen Bassano del Grappa en Madonna di Campiglio. 
| Bassano del Grappa – Madonna di Campiglio (203,0 km) |                        |                 |          |
| Plaats                                               | Naam                   | Ploeg           | Tijd     |
| 1                                                    | Ben O'Connor           | NTT Pro Cycling | 5u50'59" |
| 2                                                    | Hermann Pernsteiner    | Bahrain McLaren | + 31"    |
| 3                                                    | Thomas De Gendt        | Lotto Soudal    | + 1'10"  |
| 4                                                    | Ilnoer Zakarin         | CCC Team        | + 1'13"  |
| 5                                                    | Kilian Frankiny        | Groupama-FDJ    | + 1'55"  |
| 6                                                    | Harm Vanhoucke         | Lotto Soudal    | + 2'49"  |
| 7                                                    | Davide Villella        | Movistar Team   | + 3'29"  |
| 8                                                    | Óscar Rodríguez        | Astana Pro Team | z.t.     |
| 9                                                    | Amanuel Gebreigzabhier | NTT Pro Cycling | + 3'30"  |
| 10                                                   | Jesper Hansen          | Cofidis         | + 4'32"  |
|                                                      |                        |                 |          |
| 14                                                   | Wilco Kelderman        | Team Sunweb     | + 5'11"  |

| Algemeen klassement |                    |                       |            |
| Plaats              | Naam               | Ploeg                 | Tijd       |
| Roze trui           | João Almeida       | Deceuninck–Quick-Step | 71u41'18"  |
| 2                   | Wilco Kelderman    | Team Sunweb           | + 17"      |
| 3                   | Jai Hindley        | Team Sunweb           | + 2'58"    |
| 4                   | Tao Geoghegan Hart | Team INEOS Grenadiers | + 2'59"    |
| 5                   | Peio Bilbao        | Bahrain McLaren       | + 3'12"    |
| 6                   | Rafał Majka        | BORA-hansgrohe        | + 3'20"    |
| 7                   | Vincenzo Nibali    | Trek-Segafredo        | + 3'31"    |
| 8                   | Domenico Pozzovivo | NTT Pro Cycling       | + 3'52"    |
| 9                   | Patrick Konrad     | BORA-hansgrohe        | + 4'11"    |
| 10                  | Fausto Masnada     | Deceuninck–Quick-Step | + 4'26"    |
|                     |                    |                       |            |
| 32                  | Pieter Serry       | Deceuninck–Quick-Step | + 1u03'15" |

## Opgaves
1e etappe ·
2e etappe ·
3e etappe ·
4e etappe ·
5e etappe ·
6e etappe ·
7e etappe ·
8e etappe ·
9e etappe ·
10e etappe ·
11e etappe ·
12e etappe ·
13e etappe ·
14e etappe ·
15e etappe ·
16e etappe ·
17e etappe ·
18e etappe ·
19e etappe ·
20e etappe ·
21e etappe
Startlijst · Eindstanden · Afbeeldingen